# Condado de Alençon

Mapa de Francia en 1030

El condado de Alençon más tarde Ducado de Alençon fue una jurisdicción feudal del Reino de Francia centrado en Alençon; que perteneció a los señores de Bellême y Sonnois que tomaron el título de condes de Alençon hacia el año 1000. La dinastía de Bellême duró hasta la muerte de Robert III en 1217, si bien dejó un hijo póstumo que tenía derecho a la sucesión pero murió el 1219 y el condado pasó a la corona de Francia.
El 1268 fue dado a Pedro, quinto hijo del rey de Francia Luis IX, con un territorio que incluye una parte del condado de Perche.
Volvió a la corona en 1283, y fue dado en 1291 a Carlos I de Valois, hermano de Felipe IV de Francia, aumentado con las señorías de Moulins-la-Marche, Bonmoulin, Sainte-Scolasse-sur-Sarthe, Domfront, Argentán y Exmas. De la casa de Valois hubo diez duques. Le sucedió su hijo Felipe que en 1328 se convirtió en rey de Francia (Felipe VI de Francia) y concedió el ducado a su hermano Carlos II el Magnánimo que murió en 1346.
Su hijo Carlos III de Alençon abdicó el 1359 y se dedicó a la vida eclesiástica, y murió siendo obispo de Lyon en 1375. El condado pasó a su hermano Pedro II, que incrementó el patrimonio el 1376 con la señoría de Sonnois, que fue cedida a su mujer Maria de Chamaillart vizcondesa de Beaumont, como pago de una pensión que el señor de Sonnois no podía satisfacer. Pedro II murió el 20 de septiembre de 1404 y lo sucedió su hijo Juan IV de Alençon, que cómo tomó partido por el duque de Orleans tuvo que hacer la guerra contra el conde de Maine y el conestable de Saint Pol hasta la paz de Bourges de 15 de julio de 1413; en 1414 el condado fue convertido en ducado por el rey de Francia; murió en la batalla de Azincourt el 21 de octubre de 1415. Su hijo Juan V de Alençon quedó bajo tutela de la madre Maria de Bretaña. El 1417 el ducado fue ocupado por los ingleses y durante años será teatro de luchas, cambiando algunas tierras de manos frecuentemente. Expulsados los ingleses en 1450, el duque recobró sus tierras. El 13 de agosto de 1465 hizo homenaje a Carlos de Anjou, conde del Maine, por las tierras y señoríos de Beaumont-le-Vicomte, Fresnai y Sainte Susanne, que tenía en feudo del conde, mientras la baronía de Sonnois era un feudo de la torre de Orinbandelle (Castillo de Mans), la castellania de Averlon era un feudo de la baronía de Mayenne, y los feudos de Antenaise y Briçonniére eran feudos de la baronía de Château-du-Loir. Murió de muerte natural en 1476 dejando de su mujer Maria de Armagnac, al siguiente duque, Ramon, y a una hija, Caterina señora de Sonnois desde el 1461, señorío que le fue dado como dote a su matrimonio. El duque Ramon murió el 1492 y lo sucedió su hijo Carles que en 1505 heredó el Sonnois de su tía. Carles murió el 11 de abril del 1525 sin sucesión masculina, y el ducado de Alençon y el condado de Perche regresaron a la corona mientras los bienes propios pasaron a sus hermanas Francesca y Anna. La corona cedió el condado a Margarita de Orleans y a su muerte a Catalina de Mèdici y a Enrique Hércules a la muerte del cual regresó a la corona en 1584 y fue dado cómo apanage posteriormente.

## Lista de condes y duques de Alençon
Condes de Alençon
Dinastía de Bellême
- Fulc, conde de Carbonnais ?-940
- Yves de Bellême, 940-997, señor de Belleme.
- Guillermo de Bellême 997-1028, primer conde titulado de Alençon.
- Roberto de Bellême 1028-1034.
- Guillermo II Talvas 1034-1048
- Arnald I de Belleme 1048
- Ives II de Belleme 1048-1070
- Mabel de Bellême 1070-1082
- Roger II de Montgomery, 1070-1082
- Roberto II de Bellême 1082-1112 (en 1108 se le confiscó Alençon)
- Teobaldo II de Champaña 1108-1117
- Esteban de Inglaterra 1117-1119
- Roberto II de Bellême, nominal 1119-1134 (estaba prisionero y murió encarcelado en una fecha posterior a 1130, quizás en 1134)
- Guillermo III Talvas, señor de Belleme y Sonnois 1134-1171 (conde de Ponthieu y señor (a veces titulado conde o vizconde) de Sées)
- Juan I de Alençon 1171-1191
- Juan II de Alençon 1191
- Guillermo IV de Alençon 1191-1203
- Roberto III de Alençon 1203-1217
- Roberto IV de Alençon 1217-1219
- A la Corona francesa 1217-1268.

Casa capeta de Francia
- Pedro de Francia y e Provencia (1268-1283)
- A la Corona francesa (1283-1291).

Casa capeta de Valois
- Carlos de Valois (1291-1325), el condado aumenta con las señorías de Moulins-la-Marche, Bonmoulin, Sainte-Scolasse-sur-Sarthe, Domfront, Argentan i Exmes
- Luís de Valois (1325-1328) nacido en 1309 y muerto en 1328 sin descendencia.
- Felip VI de Francia (1325 - 1328)
- Carlos II de Alençon 1328-1346 (conde de Perche, de Chartres, de Porhoët i de Joigny (1335-1336, administrador 1336-1338))
- Carles III de Alençon (1346-1359) (conde de Perche, de Chartres y de Porhoët)
- Perdro II de Alençon (1359-1404 (conde de Perche, de Chartres y de Porhoët)

Duques de Alençon
- Juan III de Alençon (1404-1415) desde 1414 duque de Alençon (primer duque)
- Joan II de Alençon (Valois) (1415-1476)
- Renato de Alençon (1476-1492)
- Carlos IV de Alençon 1492-1525
- Margarita de Angulema 1525-1549
- Catalina de Médici 1549-1566
- Francisco de Anjou  1566-1584

En la Corona francesa 1584-1646
- Gastón de Orleans 1646-1660

En la corona 1660-1667
- Francisco José de Lorena (hijo) 1670-1675
- Isabel Margarita de Orleans 1675-1696

En la corona 1696-1710
- Carlos de Francia 1710-1714
- Carles de Berry (hijo, titulado duque de Alençon al nacer y durante tres semanas muere en 1713,)

En la corona 1710-1774
- Luis XVIII de Francia 1755-1824

- Datos: Q949966